# (34137) Lonnielinda
(34137) Lonnielinda (2000 QL6) – planetoida z pasa głównego asteroid okrążająca Słońce w ciągu 3,73 lat w średniej odległości 2,41 j.a. Odkryta 21 sierpnia 2000 roku.